# Bembidion alaskense
Bembidion alaskense es una especie de escarabajo del género Bembidion, categorizada en la tribu Bembidiini, de la subfamilia Trechinae.

## Distribución
Se distribuye por los Estados Unidos y Rusia.

## Taxonomía
Fue descrita por Lindroth en 1962.